# 福井火葬場心中事件
福井火葬場心中事件（ふくいかそうばしんじゅうじけん）は、2005年（平成17年）11月に福井県で発生した心中事件である。

## 事件の概要
2005年（平成17年）11月7日午後2時20分頃、福井県大野市七板の旧火葬場の焼却炉で焼かれて白骨化した2人の遺体を近隣住民の通報を受けて駆けつけた大野警察署の署員が発見した。歯の治療痕などから近くに住む80歳の男性と82歳のその妻であることが分かった。
付近には乗用車がエンジンをかけられたまま放置され、クラシック音楽が大音量で流されていた。不審に思った近所の住民が大野警察署に通報。使用されなくなって30年たつという火葬場の火葬炉から2人の遺体が発見された。
使用された乗用車の中からはガソリンスタンドの伝票の裏にその日自宅を出てからの行動が事細かにメモされていた。
「午後4時半、車の中に妻を待たせている。」 
「午後8時、妻とともに家を出る。」
「車で兄弟宅や思い出の場所を回って焼却炉にたどり着いた。」 
「妻は一言も言わず待っている。」 
「炭、薪で荼毘（だび）の準備をする」
「午前0時45分をもって点火する。さようなら。」
車から流れるクラシック音楽の中、2人は火葬炉に入りロープを使って扉を閉めたと思われる。焼却炉内からは炭化した大量の木片が発見された。
その翌日、大野市役所に夫からの遺言状と見られる手紙が届いた。手紙には住居や田畑などの不動産が細かく書き記され、「遺産は全て市に寄付します。」と添えられていた。書類の作成は約1年前と見られ、心中が周到に準備されていたことが窺える。
心中した2人は所有する田畑で米作りをして生活しており、近所でも仲がいいと評判の夫婦だったが子供はいなかった。妻は糖尿病を患い、ほとんど歩けなくなっていた上に数年前から認知症の症状が出始めていた。夫が車を運転して近くの病院に通っていたほか、掃除や洗濯など妻の介護を夫がすべて引き受けていた。そのため将来を悲観しての心中と見られた。
老老介護の末路として報道番組などに取上げられた他、ネット上などでも行動の周到さ、2人の絆の深さが話題を呼んだ。
また、その後ぶんか社のレディースコミックに本件のルポルタージュ漫画が掲載されたり、講談社のイブニングに本件をモチーフにした『よろこびのうた』（作・ウチヤマユージ）が連載されるなど、漫画界にも影響を与えた。
2006年（平成18年）1月10日、大野市は夫婦の遺産について、有効な活用策が見出せず、周辺住民から取り壊しの要望を受けたことで寄付を受ける権利を放棄する方針を固めた。放棄については、1月17日の臨時市議会で議決を得た上で福井家裁で手続きを行うとした。